# Aur Duri (Sungai Penuh)
Aur Duri is een bestuurslaag in het regentschap Sungai Penuh van de provincie Jambi, Indonesië. Aur Duri telt 2462 inwoners (volkstelling 2010).